# Santa Maria de Serrateix
Santa Maria de Serrateix és una antiga abadia benedictina, avui reconvertida en parròquia, del municipi de Viver i Serrateix, al Berguedà), declarada Bé cultural d'interès nacional. El conjunt és format pel temple romànic, amb el campanar gòtic, el claustre neoclàssic i les dependències del monestir, amb el palau abacial gòtic reformat en època barroca. Està situada al poble de Serrateix, al km. 13 de la carretera BV-4235, des de Navàs.

## Arquitectura
L'església del monestir correspon a l'edifici iniciat el 1077 i consagrat el 1126, bé que ha estat molt modificat. És de planta de creu llatina, amb una nau i transsepte. La nau, molt llarga, és coberta amb volta de canó, dividida en set trams per arcs torals. Dels tres absis originals només es conserva el central, decorat externament amb arcuacions cegues en sèries de dues i bandes llombardes, entre les quals s'obren tres finestres de doble esqueixada, la central molt més llarga. Els absis laterals foren substituïts a finals del segle xvi o principis del XVII per dues capelles rectangulars, de grans dimensions i d'estil gòtic tardà. Llavors se sobrealçà la teulada de l'església, tot suprimint-ne el cimbori, i s'afegí una galeria amb finestres dalt de l'absis. La porta actual d'accés fou oberta el 1764 a la façana de ponent, que a mitjan segle xiv havia estat fortificada amb un massís campanar de torre, coronat amb merlets. Els paraments interiors de l'església foren enguixats i decorats amb elements neoclàssics a principis del segle xix (1807). Una potent cornisa recorre la totalitat del perímetre, recolzada en unes pilastres adossades, molt poc ressaltades, que subdivideixen en trams iguals els paraments laterals de la nau de l'església. De forma alternada se situen en aquests panys unes capelles laterals de molt poca fondària, resoltes amb arc de mig punt i unes fornícules emmarcades amb un frontó triangular recolzat sobre petites pilastres. També destaca l'arc triomfal de l'absis central, recolzat sobre dues columnes exemptes. Sobre el tram dels peus de la nau es va construir un cor elevat i es va afegir un sistema de quatre nervis radials en la cúpula de l'absis central.

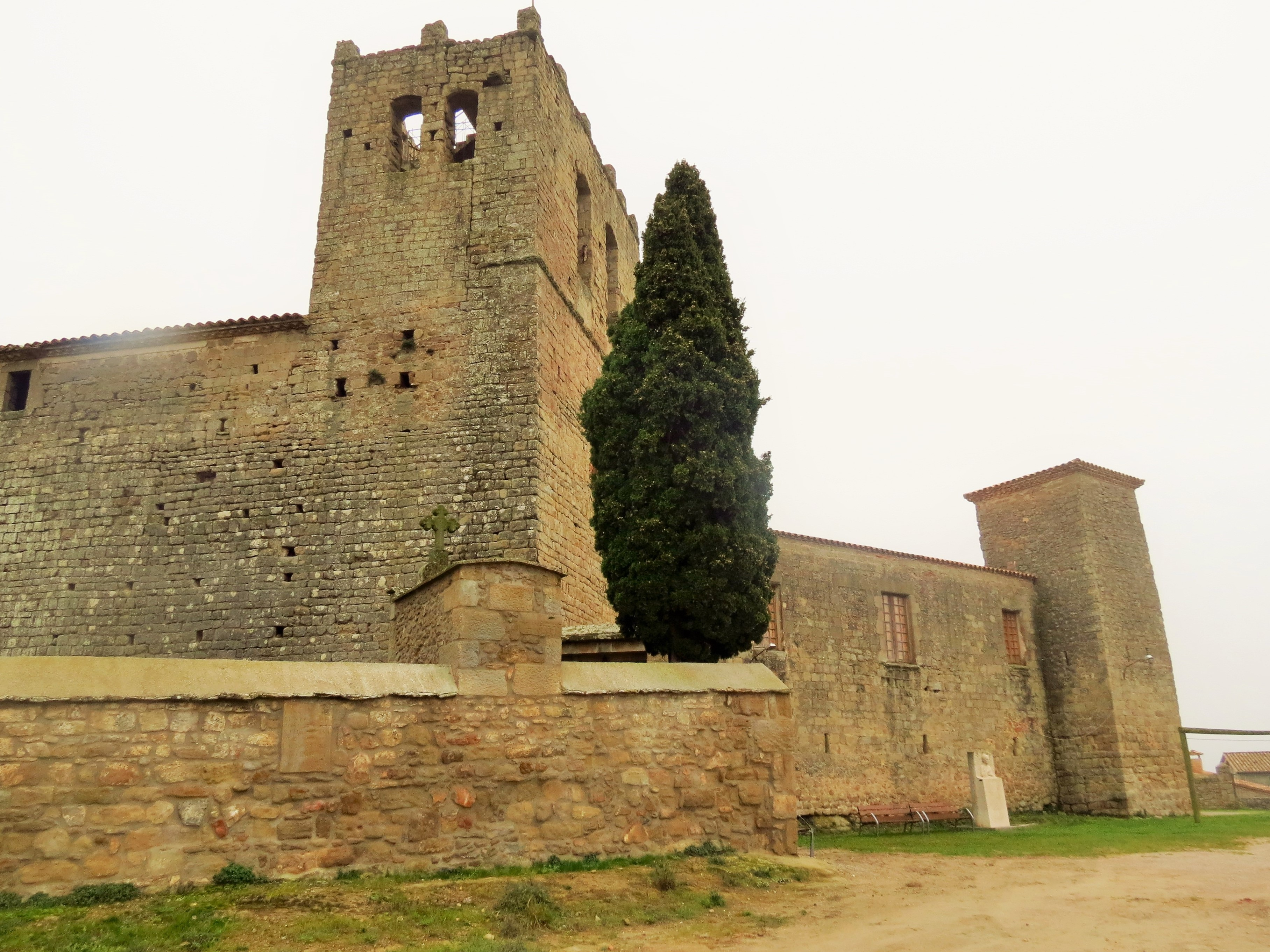
Santa Maria de Serrateix

A migdia de l'església hi ha les dependències monàstiques, organitzades entorn del claustre neoclàssic, bastit en substitució de l'anterior a finals del segle xviii (1793) per Josep Torrevedella i l'arquitecte Pere Puig, autor aquest darrer de la reforma de l'església. El pati central del claustre està ocupat per una gran cisterna on es recull l'aigua dels vessants de les cobertes. El broc per a l'extracció de l'aigua és una magnífica peça de pedra tallada, coronada amb un element de ferro forjat. Sota el braç de migdia del transsepte es troba la sepultura capitular: la tomba data del 1689, però sembla que es va aprofitar una sepultura col·lectiva més antiga.
Com a dependències annexes cal citar, en relació amb el claustre, l'àmbit de comunicació d'aquest espai amb l'església i el corresponent a l'escala d'accés al claustre alt. Un element interessant de l'escala eren les restes del sepulcre de l'abat Berenguer de Torigues, ara al Museu de Solsona, situat en un arcosoli gòtic excavat en el gruix del mur romànic que tanca pel costat de migjorn la nau lateral de l'església.
El Palau abacial, situat al costat de l'església, fou construït als segles xiv i xv, adossat a una torre preexistent, sensiblement alterat al segle xviii.
El conjunt, que sofrí greus danys durant la Guerra Civil (a part d'altres destrosses, es van produir pèrdues d'elements mobles i del tractament pictòric dels paraments que van alterar la imatge de l'espai tal com havia estat concebut), fou restaurat en part a principis dels anys 1950 per la Diputació de Barcelona. Entre 1980-1989 els veïns van dur a terme obres de consolidació. El 1982 el Servei del Patrimoni Arquitectònic de la Generalitat de Catalunya va fer obres de restauració al conjunt del monestir; el 1984 hi instal·lava un parallamps; el 1986-1987 subvencionava altres fases de restauració al conjunt monàstic; i els anys 1997-1999 s'acabava la restauració del conjunt.
S'hi conserven les restes, des del temps de la fundació, dels sants màrtirs de Serrateix: el sant patró Urbici de Nocito i els màrtirs Víctor, Zenó i Felícola de Serrateix. Entrant a la nau principal, a l'esquerra, hi ha el sepulcre gòtic de Ponç de Vilaró, el qual tradicionalment s'ha cregut que era del comte Oliva Cabreta.
Es preveu una pròxima restauració (2013) que durà a terme intervencions en l'estructura i diverses reparacions puntuals que encara s'han de concretar. D'altra banda, la casa del Vicari requereix assegurar tota la seva estructura.
La torre del campanar, per la seva excepcional vista sobre el territori, va ser escollida per Pierre Méchain com a punt per a la triangulació que va determinar la llargada del metre com a patró i unitat de mesura a partir del càlcul de la longitud de l'arc de meridià entre Dunkerque i Barcelona.

### Sepulcre gòtic de Ponç de Vilaró
Presenta al cavaller mort damunt la caixa mortuòria, vestit amb el vestit de cavaller, amb les dues mans sobre el pit i l'espasa cenyida a la cintura. El cap i els peus descansen sobre coixins. Al sepulcre es reprodueix l'escut de la família nobiliària, tres vegades. Aquest esquema de sepulcre és molt típic de la Catalunya interior del segle xiii.
En les llindes de les portes i finestres veiem l'escut heràldic del monestir de santa Maria de Serrateix d'estil barroc del segle XVII-XVIII.
La tradició, mancada de fonament, assegurava que aquest sepulcre conservava les despulles del gran comte fundador del Monestir de Serrateix, Oliva Cabreta, mort a Montecassino l'any 990, on era monjo. De les restes conservades, només es conserva un crani al Museu Diocesà i Comarcal de Solsona i posteriorment foren col·locades dins la tomba-sepulcre de Ponç de Vilaró, al Cambril de la Mare de déu del Claustre de la Catedral de Solsona. El Dr. Antoni Llorens creu que aquest sepulcre correspon a Berenguer de Vilaró, germà de Ponç. També afirma, però, que un dels cranis trobats a Serrateix és d'Oliva Cabreta.

### Palau abacial
El Palau Abacial fou un dels conjunts més malmesos del monestir de Serrateix. Cal fer referència, primerament, a la imponent torre abacial situada en l'angle de l'edifici que segueix al campanar. És una massissa torre de planta quadrangular, coberta amb teulada de quatre vessants amb finestres a tres nivells al cantó de ponent. Segueix al campanar una massissa porta adovellada (avui restaurada) que dona pas al pati abacial que conserva l'estructura dels segles xiv i xv. El Palau abacial fou sensiblement modificat al segle xviii en aprofitar part dels seus murs per a construir la casa rectoral. Els treballs de Restauració del Palau de l'Abat, la Torre i el mur sud del monestir van començar l'any 1986 i es van acabar l'any 1990, subvencionats pel Servei del Patrimoni Arquitectònic de la Generalitat de Catalunya.
L'obra del Palau Abacial que correspon als segles XIV-XV i al segle xviii devia ser iniciada pels abats més emprenedors. Durant l'abadiat de Berenguer de Lluçà (1303-1329) el monestir encara no tenia el palau abacial, car en una visita feta per l'arquebisbe de Tarragona s'especifica que els monjos i l'abat dormen en comú, la qual cosa fa pensar que és obra posterior. Al segle xviii la casa fou reformada com gran part del monestir, segurament durant el govern de l'abat Escofet (1798-1827). El Departament de Cultura de la Generalitat de Catalunya va fer obres de restauració en el conjunt monacal.

## Història
El lloc de Serrateix fou repoblat al segle ix de la mà del comte Guifré el Pilós (c. 840 - 897). D'aquella primera època serien l'església parroquial de Sant Pere (l'edifici que actualment acull l'ajuntament) i la Torre de l'Abat, que ara formen part del conjunt d'edificis monàstics. Cal esmentar dos antecedents bàsics com a situació prèvia a l'establiment d'una comunitat al lloc de Serrateix, sotmesa a una norma i presidida per l'autoritat d'un dels seus membres: La descoberta d'un eremitori situat prop de la masia de Coromines, i l'existència d'un cenobi a Sant Joan de Montdarn, sotmès a la regla visigòtica i documentat ja l'any 899. La primera notícia que fa referència a un establiment monàstic a Serrateix és del 941, en una donació a favor de la casa, per tant la fundació devia ser anterior: En un document de data 4 de gener de l'any 941, Auderic i Ermuncia donen una vinya i un camp "ad domun Sancta Maria vel ad uso servientes". En un altre document del mateix any, Onofred, vescomte, i la seva dona Guinedella fan donació d'un alou a Aubareda al monestir. Pocs anys després de la primera notícia documentada, Auderic i Ermuncia fan una donació a la comunitat. El 13 de maig de l'any 949, formalitza la cessió de dues peces de terra i altres dues de vinya, com a mostra de generositat envers aquella casa.

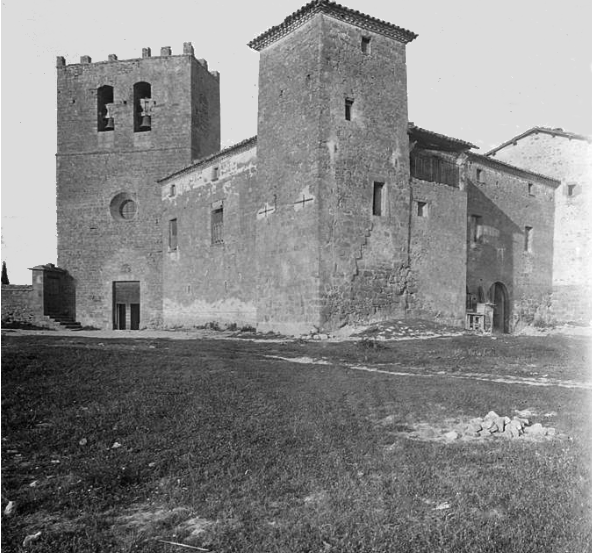
L'abadia en una imatge de 1918

En data 7 d'octubre de l'any 977 es va signar l'acta de fundació del monestir, així com l'acta d'elecció de Froilà com a primer abat. El comte Oliba Cabreta de Cerdanya, el seu germà Miró (successor d'Oliba Cabreta) llavors bisbe de Girona i el bisbe de la Seu, diòcesi on pertany el monestir, van oficialitzar la fundació i el van dotar econòmicament. El 993 la comunitat compta ja amb dotze membres. De les construccions d'aquella època se'n tenen poques notícies: sota el creuer i absis de migdia hi ha una estança que es tractaria de la primera església utilitzada per la comunitat. L'any 1077 es va començar la construcció de l'església actual, obra que va poder afrontar gràcies a la seva bona situació econòmica. Aquest procés de construcció no es clourà fins a l'any 1126, en què és consagrat el nou temple per Oleguer, arquebisbe de Tarragona. Aquest temple era un edifici de nau única, amb creuer i tres absis.
La situació del monestir va empitjorar molt al segle xiv a causa dels episodis de pesta i la crisi derivada dels esdeveniment bèl·lics de l'època. El claustre es trobava en ruïna i el campanar estava en perill d'esfondrar-se; Pere el Cerimoniós va ordenar la construcció de la torre campanar actual, ben fortificada. El segle xv és també època de decadència i les dependències monàstiques encara es trobaven en força mal estat. Al segle xvi, entre el 1505 i 1563, el monestir va estar regit per abats comendataris, nomenats des de fora de la comunitat; les dificultats econòmiques continuaven presents i la situació s'agreujà amb motiu de la relaxació dels costums dins de la comunitat. No obstant això, en aquest segle es va refer el palau abacial, el 1527. Al segle xvii el lloc va passar una revifalla econòmica, la qual cosa va permetre certa activitat constructiva i es van encomanar retaules i altre mobiliari. Les obres d'ampliació tant de l'església com del monestir van correspondre a l'arquitecte Pere Puig. Es van reedificar dels absis laterals i es va dotar aquestes capelles amb nous retaules. També es van reformar les estances dels monjos, al voltant del claustre. Entre 1789 i 1793 es va refer totalment el claustre. Ja al segle xix, van continuar les obres amb la remodelació interior de l'església on s'hi va afegir la decoració de guix, neoclàssica. La reforma també va afectar les urnes dels sants màrtirs, que es van refer i es van situar a la capella sud. D'altra banda, el segle xix fou un moment d'esdeveniments negatius, com la Guerra del Francès i el tancament del monestir entre els anys 1820 i 1823. Es van perdre peces de patrimoni mobiliari, entre altres les urnes de les relíquies. El 1835 va arribar la desamortització definitiva, tot i que segurament per la seva situació, els monjos no van abandonar del tot el monestir, van poder quedar-se per la rodalia i cuidar-se mínimament del patrimoni. Els edificis van passar a mans del bisbat, que encara és el propietari del lloc. Al segle xx es va produir la destrucció més important en època més recent, ja que durant la Guerra Civil espanyola es va incendiar el lloc i es va perdre el mobiliari. Passada la guerra es va restaurar l'església i s'hi va retornar el culte.
Amb motiu del mil·lenari celebrat l'any 1977 es va crear l'Associació Patronat d'Amics de Serrateix, institució que es va crear per impulsar la valoració i la cura d'aquest patrimoni, i que ha dut a terme obres de Restauració.

## Abats
- Froilà (977-993)
- Émil, o Ímila o Imbla (993)
- Renard (1005-1026)
- Mir, o Miró (1026-1064)
- Pere (ca. 1064-1089)
- Bernat Onofre (1089-ca. 1097)
- Guillem (1097-ca. 1156)
- Mir (ca. 1167- ca. 1192)
- Pere (ca. 1195-1247)
- Benet (1249-1267)
- Arnau (1267)
- Bernat de Cura (1269-1271)
- Bertran (1275-1303)
- Berenguer de Lluçà (ca. 1305-1329)
- Bernat de Ponts (1329-1340)
- Mateu Julià (1340-1348)
- Simó de Ponts (1348-1373)
- Berenguer de Torigues (1373-1412)
- Galceran (1415-1429)
- Gabriel de Mas (1429-1466)
- Bernat Pujol (1467-1469)
- Lluís de Claramunt (1469-1505)
- Enric de Cardona (1505-1510)
- Gabriel Camp, o de Camps [1510-1530]
- Llorenç de Marimon (1530-1533)
- Miquel Puig (1535-1541)
- Bernat Capeller (1544-1563)
- Francesc Sentjust (1566-1593)
- Àngel Juallar (1594-1600)
- LLuís d'Alentorn (1600-1611)
- Joan Cristòbal Abella (1611-1613)
- Bernat Seró, o Sedó (1613-1616)
- Joan d'Aymeric (1616-1627)
- Francesc Camps (1627-1632)
- Gil Jordi Bru (1632-1645)
- Pere Fontanellas (1645-1648)
- Francesc Pascual (1648-1653)
- Josep Bover (1653-1671)
- Miquel de Guanter (1672-1686)
- Jerònim Albrich (1686-1688)
- Jaume Ginestar (1690-1704)
- Jeroni de Vidal i de Nin (1710-1719)
- Onofre Nogués i d'Anglerill (1724-1727)
- Joan Baptista de Berart i Cortiada (1728-1761)
- Martín Martínez de Aspurz (1762-1780)
- Francesc Escofet i de Roger (1780-1784)
- Josep Ignasi de Figueres (1785)
- Pelegrí de Varthamon (1786-1789)
- Miguel de Nicuesa (1789-1793)
- Joan Benet Carcavilla (1793-1797)
- Felip Antoni Escofet (1798-1827)
- Josep de Jordana i d'Areny (1829-1835)